# مونتي تشموني
مونتي تشموني هو جبل في شمال الأبينيني في إميليا رومانيا في إيطاليا. يبلغ ارتفاعه 2165 مترًا. يضم الجبل بلديات سيستولا وفيومالبو وفانانو ريولوناتو في مقاطعة. يضم في داخله بنية عسكرية ولهذا السبب منع الوصول إلى قمته خلال الحرب الباردة.